# Фаза (металознавство)

Фазова діаграма заліза з домішками вуглецю

Фаза — у металознавстві фізично і хімічно однорідна частина системи (металу або сплаву), що має однаковий склад, будову, єдиний агрегатний стан і відокремлена від решти частин системи поверхнею поділу. 
Наприклад, рідкий метал — це однофазна система, а суміш двох видів різних за складом і будовою металів, розмежованих поверхнею поділу або одночасна присутність сплаву у рідкому стані і кристалів утворює двофазну систему. 
У сплавах можуть утворюватись наступні фази:
- рідкі розчини;
- тверді розчини;
- хімічні сполуки;
- проміжні сполуки.

Графічне зображення ліній співіснування фаз у залежності від термодинамічних параметрів носить назву «фазова діаграма».

## Рідкий розчин
Рідкі розчини — цілком однорідні суміші з двох (або кількох) речовин, в яких молекули одної речовини рівномірно розподілені між молекулами другої речовини.

## Твердий розчин
Твердими розчинами називають фази, у яких один із компонентів сплаву зберігає свою кристалічну решітку, а атоми іншого компонента розміщаються в кристалічній решітці першого компонента (розчинника), змінюючи її розміри.
Залежно від кристалічної будови розрізняють:
- тверді розчини заміщення
- тверді розчини вкорінення

## Хімічна сполука
Характерними особливостями хімічних сполук утворених за законом нормальної валентності, що різнить від твердих розчинів є:
- кристалічна решітка сполуки відрізняється від кристалічних ґраток компонентів;
- у сполуці завжди зберігається кратне масове співвідношення компонентів, що дозволяє виразити її простою формулою виду AnBm;
- властивості сполуки різко відрізняються від властивостей компонентів, що її утворили.
- температура плавлення стала.

На відміну від твердих розчинів хімічні сполуки утворюються при суттєвій різниці у атомній та кристалічні будові компонентів.
Хімічні сполуки металів мають назву інтерметаліди (інтерметалічні сполуки)

## Проміжні сполуки
Значна кількість сполук , що утворюється в сплавах металів не підпорядковується законам валентності і не має сталого співвідношення компонентів. Найважливіші проміжні сполуки, що утворюються у сплавах наступні:
- фази вкорінення;
- електронні сполуки;
- гетерогенні структури.

### Фази вкорінення
Перехідні метали Fe, Mn, Cr, Mo та ін. утворюють з елементами з малими атомними радіусами вуглецем, азотом, бором і воднем такі сполуки як карбіди, нітриди, бориди і гідриди. 
Вони мають багато спільного у будові і властивостях, їх часто називають фазами вкорінення.
Фази вкорінення мають формулу: M4X (Fe4N, Mn4N та ін.), M2X (Fe2N, W2C, Mo2C та ін.), MX (VC, TiN та ін.). Фази вкорінення є фазами змінного складу, і мають високу твердість. 
Згадані вище тверді розчини вкорінення утворюються при значно менших концентраціях другого компонента (C, N, H) і мають решітку метала розчинника, тоді як фази вкорінення мають іншу решітку. Кристалічна структура фаз вкорінення визначається співвідношенням атомних радіусів неметалу (Rx) і металу (Rм). Якщо Rx/Rм<0,59, то атоми металу у цих фазах розміщені по типу однієї з простих кристалічних ґраток (кубічної чи гексагональної), у яку вкорінюються атоми неметалу, займаючи у ній певні місця. Якщо умова Rx/Rм<0,59 не виконується, як це спостерігається у карбідів заліза, марганцю, хрому то утворюються складніші решітки і такі сполуки уже не відносяться до фаз вкорінення.

### Електронні сполуки
Електронні сполуки утворюються між одновалентними елементами (Cu, Ag, Au, Li, Na) або металами  перехідних груп (Fe, Mn, Co та ін.) і простими металами з валентністю від 2 до 5 (Be, Mg, Zn, Cd, Al та ін.).
Електронні сполуки мають кристалічну решітку, яка відрізняється від кристалічних ґраток їх компонентів і утворюють сплави у широкому інтервалі концентрацій.
Такі сполуки мають певну електронну концентрацію (певне відношення числа валентних електронів до числа атомів) :
- для сполук з електронною концентрацією 3/2 (1,5) характерна об'ємоцентрована кристалічна решітка і називають її β-сполука (CuBe, Cu3Al, FeAl та ін.);
- для сполук з відношенням 21/13 (1,62) характерна складна кубічна решітка і позначаються як γ-сполуки (Cu5Zn8, Fe5Zn21 та ін.)
- для сполук з електронною концентрацією 7/4 (1,75) характерна щільноупакована гексагональна решітка  і позначається як ε-фаза (Cu3Si, Cu3Sn та ін.).

### Гетерогенні структури
При кристалізації багатьох сплавів ( у т.ч. і Fe-C) утворюються структури, що складаються із декількох фаз, що утворюють цю гетерогенну структуру, яку виявляють мікроаналізом.